# Pobresa menstrual

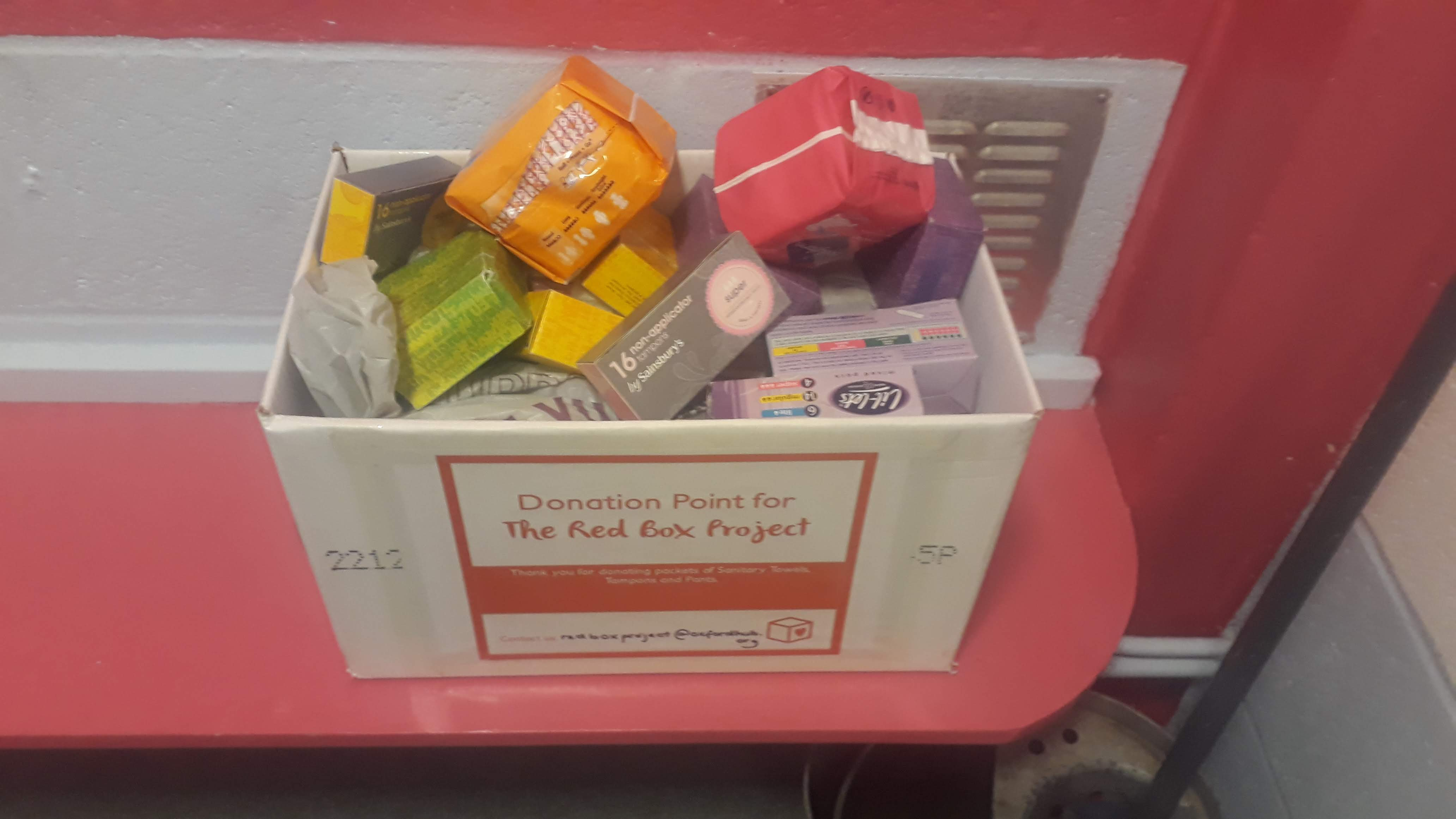
Punt de donació de tovalloles sanitàries i tampons de la campanya Red Box Project.

La pobresa menstrual o precarietat menstrual és la dificultat o falta d'accés de les persones amb menstruació a les proteccions higièniques degut a la pobresa. Al món, unes 500 milions de persones viuen amb precarietat menstrual. La precarietat menstrual té sobretot com a origen el cost dels productes higiènics o el seu difícil accés i té com a principal conseqüència l'exclusió de les dones que menstruen. Segons dades de l'Institut Nacional d'Estadística, el 2019 a l'Estat Espanyol un 28% de dones tenia problemes per a poder adquirir les proteccions higièniques necessàries.
Una dona en edat fèrtil ha de comptar amb una despesa de 240 euros anuals en productes menstruals, bàsicament compreses i tampons, que són els més usats. Això implica més de 8.000 euros en tota la seva vida fèrtil. L'any 2020, Escòcia va ser el primer país del món que va oferir gratuïtament productes d'higiene menstrual en edificis públics. Altres països que han seguit amb iniciatives en aquest sentit són Nova Zelanda, que compta amb un programa de distribució gratuïta en centres escolars; i França, on es distribueixen en centres universitaris des del 2021. El 15 d'agost de 2022 entrà en vigor la llei a Escòcia per la qual la distribució de productes higiènics femenins es fa de forma completament gratuïta i universal en farmàcies i centres educatius. A Catalunya també s'estudia la possibilitat de crear programes de distribució de productes higiènics en instituts.

## Origen
La precarietat menstrual té com a origen la falta d'informació i d'infraestructures adaptades (accessos a l'aigua potable), així com el cost elevat de les proteccions higièniques. Una de cada deu dones no té accés a aquests productes en el món. Als països occidentals, les dones sensesostre, les pobres i les estudiants són particularment afectades en no disposar del pressupost necessari per a la compra d'aquests productes higiènics. Les persones no-binàries i els homes trans també poden patir precarietat menstrual.

## Conseqüències
Per a la Federació Internacional de Ginecologia i d'Obstetrícia, la pobresa menstrual té com a conseqüència una disminució d'oportunitats en les noies i dones d'arreu del món. Aquestes persones són sovint obligades a concebre les seves pròpies proteccions, de vegades ineficaces i poc o gens higièniques. La falta d'accés a proteccions higièniques té com a principal conseqüència l'exclusió de les dones que menstruen, i en particular, de l'abandonament escolar per a les més joves.
La pobresa menstrual és també present a la presó. En aquests llocs de detenció, en general, les dones tan sols reben un conjunt amb els productes bàsics d'higiene que consta sobretot de tovalloletes higièniques. Tot i que tenen sovint accés a proteccions suplementàries, són més cares que en les grans superfícies i procurar-ne la millora sol ser complicat. És per això que certes dones decideixen crear elles mateixes les seves proteccions higièniques, sobretot copes menstruals. Les realitzen a partir d'ampolles reciclades i no compleixen, doncs, les regles sanitàries.
En molts països d'arreu del món, les noies no van a l'escola durant les seves regles perquè no disposen de protecció higiènica, arribant a faltar fins a 145 dies d'escola més que els nois al Regne Unit. A l'Estat francès, a 1.7 milions de dones els falta protecció menstrual i les dones són sovint obligades a escollir entre comprar proteccions higièniques o alimentar-se. Algunes dones opten per utilitzar paper de diari, paper de vàter, mitjons o, fins i tot, ampolles d'aigua com a copa menstrual, com fan les preses, atès el difícil accés a proteccions higièniques a preus decents.
Els defectes en higiene lligats a la pobresa menstrual poden causar infeccions, com ara la síndrome de xoc tòxic. És també un problema en relació amb la reinserció en el món laboral o escolar: el 17% de les dones que es beneficien del suport d'associacions que distribueixen proteccions higièniques han faltat a la feina o en trobades per falta de protecció, mentre que el 12% de les noies han faltat a classe.